# Зоряна мечеть

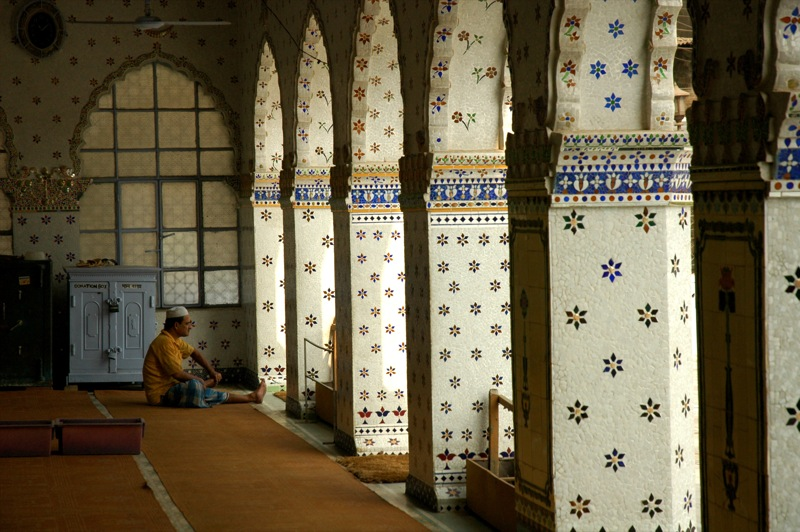
Вигляд усередині

Зоряна мечеть, мечеть Тара (бенг. তারা মসজিদ) — мечеть, розташована в місті Дакка, Бангладеш. Знаходиться в районі Арманітола, у старій частині міста. Має декоративний дизайн та прикрашена в інтер'єрі мотивами синіх зірок. Побудована в першій половині ХІХ століття якимось Мірзою Голам Піром. Має 5 куполів і 4 мінарети.

## Зовнішній вигляд
На початку 20 століття Алі Жан Бепарі (Ali Jan Bepari), місцевий бізнесмен, фінансував реставрацію мечеті та додав нову східну веранду. Поверхні були оформлені в стилі Чайнітікрі (мозаїка з уламків китайської кераміки), популярному у 1930-х. Мечеть, що не представляла до цього історичної значущості, стала однією з небагатьох архітектурних споруд, що залишилися, з подібним оформленням. Мозаїка викладена у вигляді зірок, що і дало назву мечеті.
У 1987 зроблено розширення молельного залу, що дозволило додати ще два куполи.
У верхній частині східного фасаду зображені півмісяці.

## Внутрішнє оздоблення
Усередині також використовується техніка Чайнітікрі, але дещо по-іншому, використовуються плитки різної текстури, з яких викладені як зірки, так і квіткові орнаменти, у тому числі зображені вази з квітами. Простір між дверима прикрашений зображенням японської гори Фудзіяма.